# Porte de Saint-Cloud (metropolitana di Parigi)
Porte de Saint-Cloud è una stazione della linea 9 della metropolitana di Parigi.

## La stazione
La stazione è ubicata sotto la porte de Saint-Cloud ed ha la particolarità di disporre di quattro binari. Essa fu il capolinea della linea 9 ovest dal 1923 al 1934. Nei suoi pressi si trova la chiesa di Santa Giovanna di Chantal.

## Interconnessioni
- Bus RATP - 22, 62, 72, PC1, 175, 189, 289
- Noctilien - N12, N61